# Phaenocarpa shiva
Phaenocarpa shiva är en stekelart som beskrevs av Bhat 1979. Phaenocarpa shiva ingår i släktet Phaenocarpa och familjen bracksteklar. Inga underarter finns listade i Catalogue of Life.